# Edward Mutesa
Edward Mutesa, celým jménem Sir Edward Frederick William David Walugembe Mutebi Luwangula Muteesa II. (19. listopadu 1924 Kampala – 21. listopadu 1969 Londýn) byl ugandský politik, první prezident po vyhlášení nezávislosti a dědičný panovník (kabaka) etnika Gandů, nositel Řádu britského impéria.
Byl pátým synem Daudi Cwy II., vládce britského protektorátu Buganda, a po jeho smrti v roce 1939 se stal jeho nástupcem. Vystudoval Univerzitu v Cambridgi a byl důstojníkem britské armádní jednotky Grenadier Guards. Jako hlava bugandského státu a šéf strany Kabaka Yekka odmítl v roce 1953 plán britských kolonizátorů na vytvoření východoafrické federace a vyjednal pro svoji zemi právo na sebeurčení. V roce 1962 získala Uganda nezávislost jako federace, v níž měly tradiční domorodé státy včetně Bugandy značnou míru nezávislosti a Mutesa zastával úřad bugandského krále a zároveň federálního prezidenta. Od roku 1964 se však dostal do kompetenčních sporů s předsedou vlády Miltonem Obotem, které vyvrcholily vojenským převratem v květnu 1966, po němž se Obote stal prezidentem. Svržený Mutesa se pak usadil v Londýně, kde vydal svoji autobiografii. Zemřel v roce 1969 – oficiálně na otravu alkoholem, existuje však podezření, že byl zlikvidován Oboteho agenty. Po dalším převratu v Ugandě(r.1971), který svrhl M.Oboteho, dovolil v roce nový prezident Idi Amin převoz Mutesových ostatků do Ugandy.